# Свети Георги (Загливери)
Вижте пояснителната страница за други значения на Свети Георги.
„Свети Георги“ (на гръцки: Ἱερός Ναός Ἁγίου Γεωργίου) е православна църква в село Загливери, Халкидики, Гърция, енорийски храм на Йерисовската, Светогорска и Ардамерска епархия.
Църквата е разположена в центъра на селото. Представлява трикорабна базилика, изградена в 1910 година и има красиви вградени каменни релефи. В 1983 година църквата е обявена за паметник на културата.